# Täfertingen
Täfertingen war einst ein  Pfarrdorf und ist seit 1978  ein Stadtteil der Stadt Neusäß im schwäbischen Landkreis Augsburg in Bayern (Deutschland).

## Verkehr
Die Kreisstraße A 15 führt von Gablingen über Batzenhofen und Hirblingen nach Täfertingen, wo sie in die Staatsstraße St 2032 mündet.

## Geschichte
Im gesamten Augsburger Umland lassen sich Spuren antiker Besiedelung festmachen. So wurden auch im Norden Täfertingens Funde aus der Urnenfelderzeit (ca. 1300–800 v. Chr.) geborgen. Eine keltische oder auch römische Siedlung im Bereich des heutigen Ortes kann nicht nachgewiesen werden. Die für die schwäbischen Kulturregionen charakteristische Endung „ing(en)“ weist jedoch auf eine fränkische beziehungsweise alamannische Gründung im frühen Mittelalter hin, die nach dem Ende der Spätantike und dem Verblassen der römischen Zentralmacht über die Region erfolgte.
Urkundlich wurde „Tenefridingen“ erstmals um 1150 erwähnt. König Albrecht I. schenkte 1304 den Kirchensatz von Täfertingen dem Augsburger Domkapitel. 1492 besaß das Domkapitel in Täfertingen zwei, St. Moritz eine, Heilig-Kreuz eine, St. Katharina eine, St. Martin fünf, Maria Stern eine, das Heilig-Geist-Spital eine, der Augsburger Bürgermeister Ridler drei und Georg Konzelmann zwei Feuerstätten. Das Dorfgericht war zunächst Reichslehen und das Gassengericht bischöfliches Lehen. Die Hochgerichtsbarkeit übte zuletzt die vorderösterreichische Markgrafschaft Burgau aus und das Niedergericht ein vom Heilig-Geist-Spital gestellter Obervogt. Durch einen Güteraustausch überließ das Domkapitel 1685 auch das Patronatsrecht von Täfertingen dem Heilig-Geist-Spital. Nach dem Reichsdeputationshauptschluss gelangte der Ort 1803 an das Kurfürstentum Bayern.
Die selbstständige Gemeinde Täfertingen wurde am 1. Mai 1978 im Zuge der Gebietsreform in Bayern nach Neusäß eingemeindet. Im Jahr 2001 wurde die Titania-Therme, auf der Flur des Stadtteils Täfertingen gelegen, eröffnet. Sie ist ein Wellness-, Freizeit- und Erholungsbad mit einer großen Saunenlandschaft und wird jährlich von etwa 250.000 Gästen besucht. Zunächst von der Starwaters Deyle-Gruppe, wird die Therme seit dem Jahr 2014 von einer GmbH der Stadt Neusäß betrieben.

## Religion
Die katholische Pfarrei Mariä Himmelfahrt in Täfertingen gehört zur Pfarreiengemeinschaft Neusäß im Dekanat Augsburg-Land im Bistum Augsburg. Zur Pfarrei gehört auch noch der Edenberger Ortsteil Gailenbach.

## Sehenswürdigkeiten

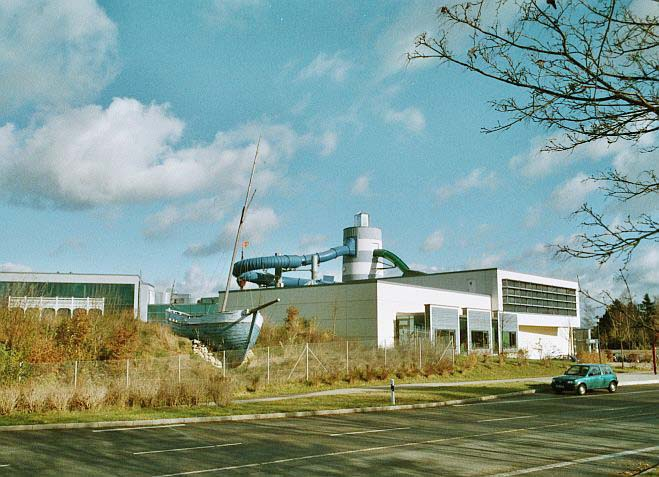
Die Titania-Therme

Zu den Sehenswürdigkeiten in Täfertingen gehören:
- Die Pfarrkirche Mariä Himmelfahrt und das um 1900 errichtete Pfarrhaus. Im 18. Jahrhundert war sie eine vielbesuchte Wallfahrtsstätte.[2]
- Der Gasthof Schmid (ein ehemaliges herrschaftliches Bräuhaus, heute ist dort ein Biergarten und ein Restaurant)
- Ein Bauernhaus aus dem Ende des 18. Jahrhunderts in der Täfertinger Straße
- Auf Täfertinger Flur liegt ebenfalls der durch Ausbaggerung entstandene Thalersee

## Persönlichkeiten
- Josef Leonhard Kleitner (* 1851 in Täfertingen; † 1914), Lehrer und Abgeordneter